# Hypodactylus latens
Hypodactylus latens är en groddjursart som först beskrevs av Lynch 1989.  Hypodactylus latens ingår i släktet Hypodactylus och familjen Strabomantidae. IUCN kategoriserar arten globalt som starkt hotad. Inga underarter finns listade i Catalogue of Life.